# プエルトルコ
もしかして
- プエルトリコ

ではありませんか？